# Matt Wells
Matt Wells est un boxeur anglais né le 14 décembre 1886 et mort le 27 juin 1953 à Londres.

## Carrière
Champion d'Angleterre de boxe amateur entre 1904 et 1907, il passe professionnel après les Jeux olympiques de Londres en 1908. Wells remporte le titre national et européen EBU des poids légers le 27 février 1911 après sa victoire aux points en 20 rounds face à Freddie Welsh ; perd le combat revanche l'année suivante et choisit de poursuivre sa carrière dans la catégorie supérieure. Il devient champion d'Angleterre et champion du monde des poids welters le 21 mars 1914 mais perd ce titre le 1er juin 1915 contre Mike Glover. Il met un terme à sa carrière en 1922 sur un bilan de 49 victoires, 30 défaites et 4 matchs nuls.